# اسپلیش اسپلش
اسپلیش اسپلش (به انگلیسی: Splish Splash) یک پارک آبی در ایالات متحده آمریکا است که در نیویورک واقع شده‌است.